# Wistenius
Wistenius är ett svenskt efternamn.

## Personer med efternamnet Wistenius
- Jonas Wistenius (1700–1777), orgelbyggare.
- Samuel Wistenius (1722–1793), präst.